# Montaldo Bormida
Montaldo Bormido is een stad en gemeente in de Italiaanse regio Piëmont, in de provincie Alessandria.
1. ↑  https://demo.istat.it/?l=it.